# CMMG Mk47步槍
 CMMG Mk47突變體（英語：Mk47 Mutant）是一系列由CMMG設計並生產，基於AR-15的半自動中等尺寸步槍，使用7.62×39mm。特別之處在於它使用AK-47/AKM規格彈匣供彈 。

## 歷史
Mk47於2014年發佈。首批Mk47於2015年在美國各地的商店中正式發售。
根據CMMG生產經理Tyson Bradshaw的說法，CMMG之所以製造Mk47是因為「消費者需要一把可以可靠使用7.62×39mm的美國製步槍」，因此選擇使用現有彈匣中最能可靠使用7.62×39mm的產品，亦即AK-47/AKM規格彈匣，並以此為基礎設計出Mk47。
在2015年SHOT Show中，CMMG代表表示有可能推出使用5.45×39mm口徑衍生型。

## 設計
Mk47使用了CMMG稱為POWERBOLT的AR-10尺寸專利槍機設計，因為槍機尺寸較大而解決了以往直接擴大AR-15槍機膛面所帶來的可靠性問題。以往使用CMMG RKM KeyMod護木和由7075-T6鋁方坯加工而成的上/下機匣，護木現已全數改用CMMG RML M-LOK護木。
受到CMMG Mk3突擊步槍的影響，其他如握把、射擊選擇桿、扳機和緩衝管直接沿用AR-15規格。Mk47亦採用了直噴式氣動操作。
在加利福尼亞州銷售的Mk47則會連同Vepr 10發彈匣一起出售，並改用需使用子彈按壓的彈匣釋放鈕。

## 衍生型
Mk47在CMMG更改產品命名法前設有下列衍生型：

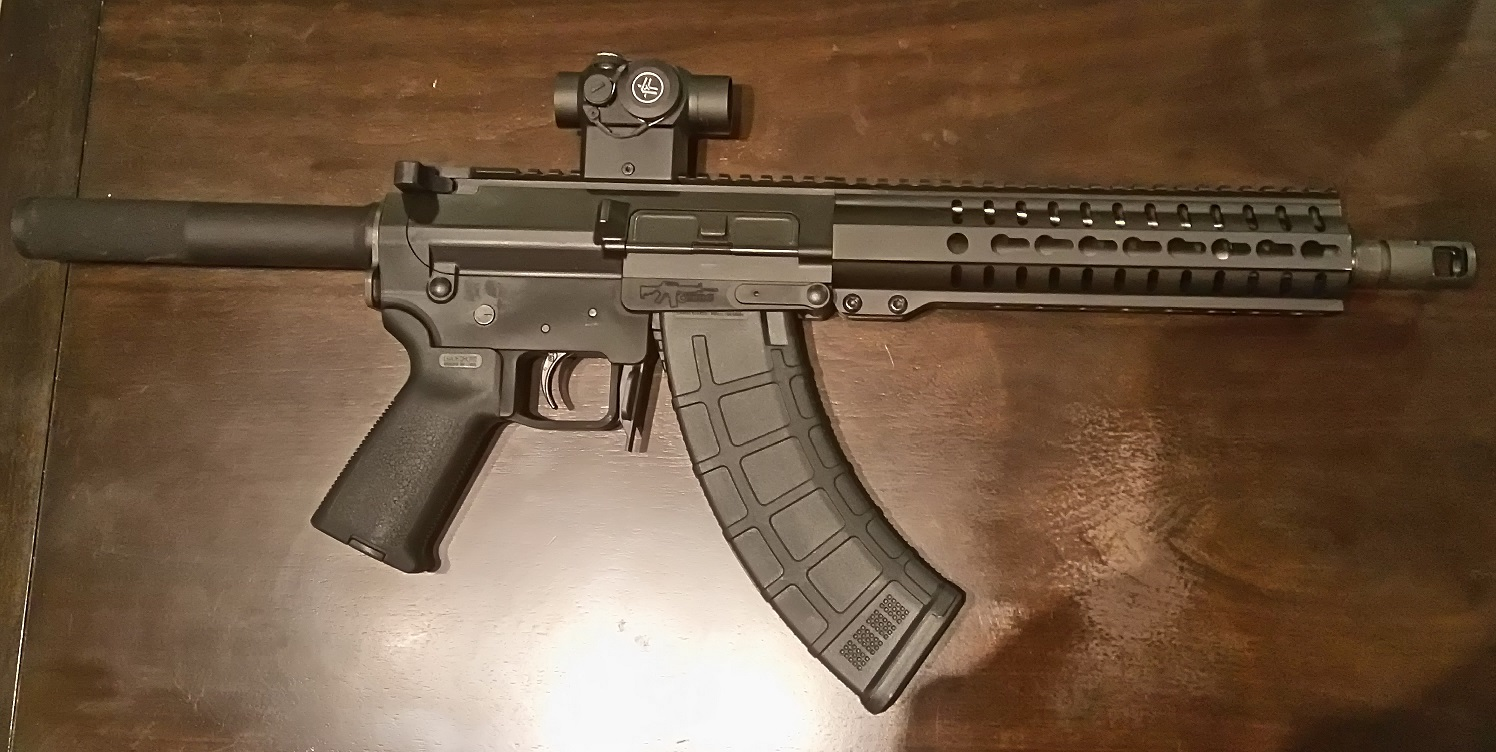
CMMG Mk47 K突變體手槍

- CMMG Mk47 K手槍：使用10英吋槍管，配有MAGPUL MOE握把和CMMG一段扳機[13]
- CMMG Mk47 K短管步槍：與K手槍規格相同，但改用MAGPUL CTR槍托
- CMMG Mk47突變體AKM：使用16.1英吋槍管，配有SV槍口制退器、MAGPUL MOE握把、CTR槍托及CMMG一段扳機[14]
- CMMG Mk47突變體AKM CA：突變體AKM加利福尼亞州合法型
- CMMG Mk47突變體AKM 2 CA：與AKM CA相同，但改用Geissele SS扳機
- CMMG Mk47突變體T CA：使用16.1英吋槍管，CMMG一段扳機，M4槍托和A2握把
- CMMG Mk47 AKS8：2016年發佈，可選擇手槍或短管步槍配置，使用8英吋槍管和Krink槍口配件[15]
- CMMG Mk47 AKS13：2016年發佈，使用13英吋槍管和Krink槍口配件[16]

更改產品命名法後則設有下列衍生型：
- Banshee 100：使用10英吋槍管，配有手槍緩衝管（手槍型）或M4槍托（短管步槍型）
- Banshee 200：使用10英吋槍管，改用SV單艙槍口制退器及RIPBRACE手臂支撐器（手槍型）或RIPSTOCK槍托（短管步槍）
- Banshee 300：使用8英吋槍管，改用DefCan 3消焰器
- Resolute 100：使用16.1英吋槍管
- Resolute 200：使用16.1英吋槍管，改用SV單艙槍口制退器及RIPSTOCK槍托
- Resolute 300：使用16.1英吋槍管，改用Geissele SSA扳機

另外，CMMG亦根據用在Mk47的POWERBOLT槍機設計推出了尺寸介於AR-10及AR-15的MkW-15系列，該系列為使用6.5 Grendel及.458 SOCOM大口徑彈藥而設。

## 市場反應
Mk47進行過幾項可靠性測試，結果為Mk47易於控制，尤其是使用抑制器時。《射擊圖解》（英語：Shooting Illustrated）提到，Mk47唯一需要做的改進是可以保持槍機打開，以便射手或某人可以看到武器清空。
另外CMMG亦有一把在不同展覽及活動中射擊了超過100,000發的演示用全自動Mk47，更曾在武器過熱時放進冰水直接冷卻。至今該把Mk47仍能正常運作。

## 流行文化

### 電影
- 2017年—：被「掠奪者」雇傭兵軍團使用。
- 2017年—：被桑托斯（聖地牙哥·卡布瑞拉（英语：Santiago_Cabrera）飾演）使用。

### 電視劇
- 2019年—：在第9季第24集中一名槍手使用了Mk47 K短管步槍。

### 電子遊戲
- 2016年—《逃離塔科夫》：型號為Banshee 200，命名為「CMMG Mk47 Mutant」，在0.12.11.0.13074版加入，可使用各類配件進行改裝。
- 2017年—《絕地求生》：命名為「Mk47 Mutant」。可使用各類配件進行改裝。可使用單發或兩點發。
- 2019年—《湯姆克蘭西：全境封鎖2》：型號為Resolute 300，命名為「Resolute Mk47」，可使用各類配件進行改裝。

## 資料來源
1. ↑  . American Rifleman. 2015-09-25  [2017-01-25]. （原始内容存档于2017-02-02）.
2. 1 2  Alex Capps. . 2015-11-30  [2017-01-25]. （原始内容存档于2017-02-02）.
3. 1 2 3 4  . Guns and Ammo. 2015-12-01  [2017-01-25]. （原始内容存档于2017-02-02）.
4. ↑  Nathaniel F. . 2015-01-07  [2017-01-25]. （原始内容存档于2017-02-02）.
5. 1 2  Elwood Shelton. . Gun Digest. 2014-12-09  [2017-01-25]. （原始内容存档于2017-01-25）.
6. 1 2  Jay Grazio. . Shooting Illustrated. 2016-04-24  [2017-01-25]. （原始内容存档于2015-09-06）.
7. ↑  David Crane. . Defense Review. 2015-02-25  [2017-01-25]. （原始内容存档于2016-09-21）.
8. 1 2  . Tactical Life. 2015-08-07  [2020-03-17]. （原始内容存档于2016-04-07）.
9. ↑  . CMMG Inc.   [2020-03-17].
10. ↑  John Scott. . Tactical Life. 2015-07-20  [2017-01-25]. （原始内容存档于2016-01-19）.
11. ↑  Garrett Lucas. . American Survival Guide.   [2017-01-25]. （原始内容存档于2016-10-11）.
12. ↑  Tom R. . 2015-10-02  [2017-01-25]. （原始内容存档于2017-02-02）.
13. 1 2  . Shot Business.   [2017-01-25]. （原始内容存档于2017-01-25）.
14. ↑  B. Gil Horman. . American Rifleman. 2016-01-16  [2017-01-25]. （原始内容存档于2015-04-18）.
15. ↑  Jacob Epstein. . Guns America. 2016-01-30  [2017-01-25]. （原始内容存档于2017-01-25）.
16. ↑  . American Rifleman. 2015-11-24  [2017-01-25]. （原始内容存档于2016-04-16）.
17. ↑  Dave Badhe. . Tactical Life.   [2017-01-25]. （原始内容存档于2016-02-15）.
18. ↑  Ammoland. . AmmoLand.com. 2019-01-19  [2020-03-17]. （原始内容存档于2019-09-20） （美国英语）.